# Adolf Mišek
Adolf Mišek (* 29. August 1875 in Modletín, Böhmen; † 20. Oktober 1955 in Prag) war ein tschechischer Kontrabassist und Komponist.

## Leben
Mišeks Vater war als Kapellmeister tätig und vermittelte seinem Sohn frühzeitig umfassende musikalische Kenntnisse. Bereits vor Vollendung seines 15. Lebensjahres wurde Adolf Mišek im Jahre 1890 an der k.k. Akademie für Musik und Darstellende Kunst (dem Vorläufer des heutigen Wiener Konservatoriums) zugelassen. Er trat dort in die Kontrabass-Klasse von Franz Simandl ein, der als einer der renommiertesten Vertreter dieses Instruments in Mitteleuropa galt. Die profunde Ausbildung bei Simandl, die Mišek 1894 abschloss, ermöglichte dem jungen Musiker umgehend prestigeträchtige Engagements, zunächst im Orchester der k.k. Hofoper, seit 1898 auch bei den Wiener Philharmonikern. Bei beiden Orchestern nahm der Musiker seinen Abschied, als 1918 nach dem Ende des Ersten Weltkriegs die Unabhängigkeit der Tschechoslowakei proklamiert wurde. Von seinen Kollegen wurde diese Entscheidung mit Überraschung zur Kenntnis genommen, obwohl Mišeks Heimatverbundenheit allgemein bekannt war – so war der Bassist in seiner Wiener Zeit unter anderem Leiter des Tschechischen Akademischen Orchesters und des Tschechischen Gesangsvereins.
Mišek übersiedelte nach Prag, wo er von 1920 bis 1934 als Solist im Orchester des Nationaltheaters tätig war. Die letzten zwei Jahrzehnte seines Lebens verbrachte der Musiker, der bereits in Wien von 1910 bis 1914 als Nachfolger seines Lehrers Simandl am Wiener Konservatoriums engagiert worden war, hauptsächlich als Musikpädagoge und freischaffender Komponist.

## Werke
Von Mišeks Werken werden gegenwärtig vor allem noch seine Kompositionen für das eigene Instrument, den Kontrabass, aufgeführt und eingespielt:
- Konzert-Polonaise
- Legende op. 3
- Sonate in A-Dur op. 5 (1909)
- Sonate in e-Moll op. 6 (1911)
- Sonate in F-Dur op. 7 (1955)